# Saltville
Saltville és una població dels Estats Units a l'estat de Virgínia. Segons el cens del 2000 tenia 2.204 habitants.

## Demografia
Segons el cens del 2000, Saltville tenia 2.204 habitants, 909 habitatges, i 660 famílies. La densitat de població era de 105,7 habitants per km².
Dels 909 habitatges en un 30,5% hi vivien nens de menys de 18 anys, en un 53,2% hi vivien parelles casades, en un 15,1% dones solteres, i en un 27,3% no eren unitats familiars. En el 25,7% dels habitatges hi vivien persones soles el 14,7% de les quals corresponia a persones de 65 anys o més que vivien soles. El nombre mitjà de persones vivint en cada habitatge era de 2,4 i el nombre mitjà de persones que vivien en cada família era de 2,88.
Per edats la població es repartia de la següent manera: un 22,2% tenia menys de 18 anys, un 8,1% entre 18 i 24, un 28,6% entre 25 i 44, un 23,9% de 45 a 60 i un 17,2% 65 anys o més.
L'edat mediana era de 39 anys. Per cada 100 dones de 18 o més anys hi havia 85,1 homes.
La renda mediana per habitatge era de 29.917$ i la renda mediana per família de 36.394$. Els homes tenien una renda mediana de 30.379$ mentre que les dones 17.717$. La renda per capita de la població era de 13.908$. Entorn del 12,7% de les famílies i el 17,4% de la població estaven per davall del llindar de pobresa.

## Poblacions més properes
El següent diagrama mostra les poblacions més properes.